# Pralja
Pralja (Servisch cyrillisch Праља) is een plaats in de Servische gemeente Sjenica. De plaats telt 17 inwoners (2002).